# Robert C. Wickliffe (Politiker, 1874)
Robert Charles Wickliffe (* 1. Mai 1874 in Bardstown, Kentucky; † 11. Juni 1912 in Washington, D.C.) war ein US-amerikanischer Politiker. Zwischen 1909 und 1912 vertrat er den Bundesstaat Louisiana im US-Repräsentantenhaus.

## Werdegang
Robert Wickliffe war ein Enkel von Charles A. Wickliffe (1788–1869), der US-Postminister sowie Gouverneur und Kongressabgeordneter aus Kentucky war. Er war auch ein Cousin von J. C. W. Beckham (1869–1940), der zwischen 1915 und 1921 für Kentucky im US-Senat saß. Robert Wickliffe besuchte die öffentlichen Schulen in St. Francisville (Louisiana). Danach studierte er bis 1895 am Centre College in Danville (Kentucky). Nach einem anschließenden Jurastudium an der Tulane University in New Orleans und seiner 1897 erfolgten Zulassung als Rechtsanwalt begann er ab 1898 in St. Francisville in diesem Beruf zu arbeiten.
Politisch schloss sich Wickliffe der Demokratischen Partei an. Im Jahr 1898 war er Mitglied einer Versammlung zur Überarbeitung der Staatsverfassung von Louisiana. Am Spanisch-Amerikanischen Krieg nahm er als Soldat einer Infanterieeinheit aus Louisiana teil. Zwischen 1902 und 1906 war Wickliffe Bezirksstaatsanwalt im 24. Gerichtsbezirk von Louisiana. Bei den Kongresswahlen des Jahres 1908 wurde er im sechsten Wahlbezirk von Louisiana in das US-Repräsentantenhaus in Washington gewählt. Dort trat er am 4. März 1909 die Nachfolge von George K. Favrot an. Nach einer Wiederwahl konnte er bis zu seinem Tod am 11. Juni 1912 im Kongress verbleiben. Robert Wickliffe starb durch einen Unfall, als er in Washington eine Eisenbahnbrücke überquerte und von einem Zug erfasst wurde.